# Cardinology
Cardinology är det tionde studioalbumet av amerikanska singer-songwritern Ryan Adams. Det är även hans femte tillsammans med The Cardinals. Albumet utgavs 28 oktober 2008. Detta album fullföljde Adams kontrakt med Lost Highway Records.
Vinylversionen inkluderar en bonus 7", en serietidning och en digital download-kod. Albumets första singel, "Fix It", släpptes på online och på vinyl 23 september 2008.
Albumet utnämndes till en fjortondeplacering på Rolling Stones "50 bästa album under 2008"-lista. Tidningen valde även ut "Magick" på plats #13 av de 100 bästa singlarna under 2008.

## Låtlista
Alla låtar skrivna av Ryan Adams.
1. "Born Into a Light" - 2:16
2. "Go Easy" - 2:56
3. "Fix It" - 3:00
4. "Magick" - 2:17
5. "Cobwebs" - 3:57
6. "Let Us Down Easy" - 4:21
7. "Crossed Out Name" - 2:44
8. "Natural Ghost" - 3:39
9. "Sink Ships" - 3:38
10. "Evergreen" - 3:36
11. "Like Yesterday" - 2:32
12. "Stop" - 5:34
13. "The Color of Pain" - 3:05 (Itunes Bonusspår)
14. "Memory Lane" - 3:02 (Bonusspår i Storbritannien)

### Vinylversion bonus 7"
1. "Heavy Orange" - 2:42
2. "Asteroid" - 3:18

## Listplacering
| Land           | Placering |
| -------------- | --------- |
| USA            | 11        |
| Belgien        | 54        |
| Irland         | 52        |
| Nederländerna  | 74        |
| Nya Zeeland    | 31        |
| Norge          | 22        |
| Sverige        | 41        |
| Storbritannien | 41        |